# Rhantus blancasi
Rhantus blancasi är en skalbaggsart som beskrevs av Guignot 1955. Rhantus blancasi ingår i släktet Rhantus och familjen dykare. Inga underarter finns listade i Catalogue of Life.